# هاريس روزين
هاريس روزين (بالإنجليزية: Harris Rosen)‏ هو مستثمر أمريكي، ولد في 9 سبتمبر 1939 في مانهاتن في الولايات المتحدة.